# Шарлах
Шарлах (лат. scarlatina) или скарлетна грозница je опасна, заразна и јако прилепчива болест која настаје као последица инфекције сојем пиогеног стрептокока (Streptococcus pyogenes) који лучи неку од изоформи стрептококног пирогеног егзотоксина (СПЕ А, Б или Ц). У току 18. и почетком 19. века шарлах је био тешка, па и смртоносна болест, али, услед, за сада необјашњеног, пада вируленције узрочног микроорганизма у тридесетим годинама 20. века, као и због модерне терапије, то је сада, углавном, лака дечија болест. Знаци и симптоми укључују упалу грла, грозницу, главобољу, отечене лимфне чворове и карактеристичан осип. Осип је црвен и осећа се попут брусног папира, а језик може бити црвен и квргав. Најчешће погађа децу између пет и 15 година.
Скарлетна грозница погађа мали број људи који имају стрептококни фарингитис или стрептококне инфекције коже. Бактерију обично шире људи који кашљу или кијају. Такође се може проширити када особа додирне предмет на коме су бактерије, а затим додирне уста или нос. Карактеристични осип настаје због еритрогеног токсина, супстанце коју производе неке врсте бактерија. Дијагноза се типично потврђује култивисањем микроба грла.
Према подацима из 2020. године не постоји вакцина. Превенција је често прање руку, не дељење личних предмета и држање подаље од других људи када су болесни. Болест се лечи антибиотицима који спречавају већину компликација. Исходи од шарлаха су обично добри ако се лечи. Дуготрајне компликације као резултат шарлаха укључују болести бубрега, реуматске болести срца и артритис. Почетком 20. века, пре него што су антибиотици постали доступни, то је био водећи узрок смрти деце. Антитоксин је произведен пре антибиотика; међутим, никада није направљен у довољним количинама, и не може се користити за лечење било које друге болести као што то могу антибиотици.
Било је знакова резистенције на антибиотике, и недавно је дошло до избијања епидемија у Хонгконгу 2011. и у Великој Британији 2014. године, са порастом учесталости од 68% у Великој Британији током четири године до 2018. Једно истраживање објављено у октобру 2020. показало је да инфекција бактерије са три вируса довела је до јачих сојева бактерије.

## Дефиниција и препознавање болести
Шарлах је акутна заразна болест из групе стрептококоза. Болест почиње нагло, са знацима температуре, гушобоље и појавом ситне, зрнкасте макулопапуларне оспе на кожи и слузокожи. Оспа може бити праћена тачкастим крварењима, која су уочљива на местима прегиба, као што су врат, лакат, препоне и струк. Оспе на лицу нема. Ишчезавање оспе праћено је перутањем коже, карактеристичном појавом за шарлах.
Уколико се болест не лечи на време, као компликација може настати запаљење великих зглобова и срчаног мишића, познато под именом реуматска грозница. Дијагноза овог обољења поставља са на основу епидемиолошке анкете, карактеристичне зрнасте оспе и налаза инфективног агенса у брису ждрела.

## Инфективни агенс
Инфективни агенс је бактерија Streptococcus pyogenes, која има преко осамдесет различитих типова. Способност лучења еритрогеног токсина, одговорност за појаву оспе код шарлаха, значајна је за ову бактерију.
Streptococcus pyogenes је отпоран у спољашњој средини, а у биолошком материјалу, на пример испљувку, може се одржати неколико недеља.

## Инкубациони период
Код шарлаха инкубациони период кратак, 1 — 3 дана, а некада може бити и дужи.

## Резервоар заразе
Резервоар заразе су болесник од шарлаха и клицоноша. Заразност зависи од времена примењене терапије. Уколико се лечење примени одмах, заразност се скраћује на један до два дана. Супротно, заразност је дуга и траје обично десет дана код болесника. Код клицоноша заразност траје до три недеље.

## Пут преноса
Болест се шири Флигеовим капљицама и пољупцем.

## Улазно место
Улазно место је слузокожа горњих дисајних путева.

## Осетљивост и отпорност
Осетљивост је општа. После прележане болести антитоксична отпорност обично је трајна.

## Остале епидемиолошке карактеристике
Шарлах се ендемски јавља у градовима, а епидемије болести се региструју у дечјим колективима, нарочито у школама. Сезона пораста оболевања је јесење-зимски период године, који се поклапа и са формирањем дечјих колектива, односно са поласком у школу. У тим ситуацијама боравак у затвореном простору и близак контакт обезбеђују ширење шарлаха Флигеловим капљицама.

## Мере спречавања
Примена хигијенских услова рада и живота у дечјим колективима може спречити појаву болести. Проветравање просторија колективног боравка у предшколским установама, школама и интернатима и откривање клицоноша  у њима основне су мере спречавања болести.

## Мере сузбијања
Шарлах се сузбија обавезном пријавом, раним откривањем болесника и применом изолације и лечења. У односу на колектив, код лица из контакта са болесником откривају се клицоноше инфективног агенса.

## Патофизиологија
Шарлах се обично шири путем ваздуха (удисањем), мада се може пренети додиром или кохабитацијом. Мада се нормално не сматра болешћу која се преноси храном, познато је да је дошло до епидемије шарлаха изазване инфицираном пилетином у Кини.
Асимптоматско преношење се може јавити код 15–20% деце школског узраста. Инкубациони период је 1–4 дана.

### Микробиологија
Сама болест је узрокована секрецијом пирогених ексотоксина из инфекционих Streptococcus бактерија. Ексотоксин А (speA) је вероватно најбоље изучен међу тим токсинима. Он се преноси путем Бактериофага Т12 који се интегрише у стрептококални геном, одакле се токсин транскрибује. Сам фаг се интегрише у ген серинске тРНК на хромозому.
Међународни комитет за таксономију вируса не ставља сам Т12 вирус у таксон. Вирус има дволанчани ДНК геном и са морфолошког становишта сматра се чланом Siphoviridae.
Ген speA jе клониран и секвенциран 1986 године. Он садржи 753 базних парова и кодира протеин са 29.244 кило Далтона (kDa). Протеин садржи претпостављени 30 аминокиселина дуг сигнални пептид. Уклањање сигналне секвенце даје предвиђену молекулску тежину од 25,787 (kDa) излученог протеина. Промотер и место везивања рибозома (Шајн-Далгарно секвенца) се налазе испред гене. Терминатор транскрипције је лоциран 69 база ниже од кодона транслационе терминације. Карбоксилно терминални део протеина је екстензивно хомологан са карбоксилним терминусом Staphylococcus aureus ентеротоксина Б и Ц1.
Други стрептококални фагови, поред Т12, могу да носе speA ген.

### Пантон-Валентински леукоцидин
Пантон–Валентински леукоцидин (ПВЛ) је двокомпонентни цитотоксин чија мета су људски и зечији неутрофили, моноцити и макрофази. Мање од 5% врста Staphylococcus aureus које имају PVL ген, производе овај токсин као фактор вируленције, и одговорне су за инфекције коже и пнеумонију, и асоциране су са друштевено стеченом метицилинском отпорношћу. ПВЛ је повезан са погоршаним манифестацијама коже и инфламаторним респонсом код деце са стафилококалним шарлахом.